# Hilding Linde
Hilding Laugén Linde, född 23 oktober 1883 i Malmö, död 12 juli 1968, var en svensk industriman och kommunalpolitiker. 
Linde studerade vid handelshögskola i Tyskland och vid teknisk skola i Storbritannien. Han var direktör i AB Siefvert & Fornander i Kalmar och i Maskinfabriks AB Norrbacken i Blomstermåla. Han var ledamot av stadsfullmäktige från 1927, suppleant i beredningsutskottet från 1932, vice ordförande från 1939 och ledamot av drätselkammaren från 1921, vice ordförande från 1935. Han var ledamot av styrelsen för högre folkskolan från 1927, ordförande från 1935, ledamot av arbetslöshetskommittén och hjälpkommittén 1927–33 och ordförande i idrottsnämnden från 1922. Han var huvudman och styrelsesuppleant i Kalmar stads sparbank från 1933, ledamot från 1942 och ledamot av Kalmar läns landsting 1946.